# Apanteles limus
Apanteles limus (лат.) — вид мелких наездников рода Apanteles из подсемейства Microgastrinae семейства бракониды (Braconidae). Обнаружены в Китае (Taiwan).

## Описание
Мелкого размера перепончатокрылые насекомые: длина тела от 2,4 до 2,8 мм, длина переднего крыла до 2,9 мм. От близких видов отличается морщинками и пунктурами над стернаулями мезоплеврона; желтоватыми задними бёдрами; усики короче длины тела, предпоследний членик жгутика усика поперечный; первая субмаргинальная ячейка заднего крыла в 1,7 шире своей длины.
Основная окраска чёрная; тегулы тёмно-коричневые; шпоры и щупики с желтоватыми отметинами. Соотношение длины и ширины птеростигмы: 3,0. Предположительно, как и другие виды рода, паразитируют на гусеницах молевидных бабочек (Lepidoptera). Вид был впервые описан в 2020 году китайскими энтомологами Чжэнь Лю и Цзюнь-Хуа Хэ (Zhen Liu, Jun-Hua He; Laboratory of Agricultural Entomology, Institute of Insect Sciences, Чжэцзянский университет, Ханчжоу, Китай).